# Каюров, Василий Николаевич
Васи́лий Никола́евич Каю́ров (1 января 1876, Тереньга, Симбирская губерния или Российская империя — 11 сентября 1936, Алма-Ата) — большевик, рабочий активист, один из создателей оппозиционной группы «Союз марксистов-ленинцев».

## Биография
Родился в с. Тереньга Сенгилеевского уезда Симбирской губернии, получил начальное образование. По национальности русский. Член РСДРП с 1898 г., после II съезда партии — большевик. До 1912 года работал на Сормовском заводе, был членом Сормовского и Нижегородского комитетов РСДРП, участвовал в Декабрьском вооружённом восстании в Сормове (1905). В 1912—1917 гг. находился на подпольной партийной работе в Петрограде.
Активный участник Февральской революции 1917 года, оставил о ней воспоминания, вступившие, однако, в противоречие с официальной версией событий и запрещенные в 30-х годах. Затем возглавлял Выборгский районный Совет рабочих и солдатских депутатов. В июле 1917 года укрывал на своей квартире В. И. Ленина. С началом Гражданской войны возглавил политотдел 5-й армии Восточного фронта.
После войны посвятил себя партийной и хозяйственной деятельности: с 1921 года работал в Новониколаевске, где был особоуполномоченным Сибревкома по восстановительным работам Анжеро-Судженских копий и сооружению Кольчугинской железной дороги, а также председателем Сибирской краевой комиссии ЦКК ВКП(б) по чистке партии (1921—1922). В 1922—1924 годах — председатель треста Урал-асбест в Свердловске; в 1924—1926 годах — председатель ревизионной комиссии «Грознефти» (г. Грозный). C 1926 года работал в Москве: в 1926—1930 годах — консультант Наркомата Рабоче-крестьянской инспекции РСФСР в Истпарте ЦК ВКП(б), в 1930—1932 годах — руководитель плановой группы Центрального архива.

### В оппозиции
В 1932 году Каюров вместе с сыном Александром (1899—1937) создал оппозиционную группу, вошедшую в историю как «группа Рютина». Не имея в своих рядах идеологов и опытных публицистов, группа Каюрова обратилась к Мартемьяну Рютину (к тому времени уже исключённому из партии) с просьбой написать программные документы. На основе этой группы 21 августа был создан, точнее, провозглашен «Союз марксистов-ленинцев», просуществовавший, однако, недолго: в сентябре-октябре 1932 года все члены организации были арестованы.
Арестованный 15 сентября 1932 г., В. Н. Каюров в материалах следствия был представлен оппозиционером с большим стажем; говорилось, в частности, что в прошлом он был известен своими письмами к Ленину о несогласии с политикой партии, в 1927 году был связан с «троцкистами» и «рабочей оппозицией» и получал от них «нелегальную литературу». Непосредственно по делу «Союза» Каюрову вменялось в вину, кроме прочего, намерение установить в группе связь с Г. Е. Зиновьевым и поддержание связи с лидерами рабочей оппозиции. На допросах Каюров пытался взять всю вину на себя и по возможности выгородить молодых членов организации, которых он якобы «совратил».
Решением Президиума ЦКК ВКП(б) от 9 октября 1932 г. Каюров был исключен из партии. Но революционные заслуги, вероятно, смягчили наказание: постановлением судебного заседания Коллегии ОГПУ от 11 октября 1932 г. он был приговорён к 3 годам ссылки в г. Бирск Башкирской АССР. Оттуда 1 августа 1933 года направил в ЦК и ЦКК письмо, в котором вновь заявлял, что «главным виновником» в организации группы считает себя, его авторитет, как старого большевика, «окрылил более молодых партийцев… Рютина, Галкина, Иванова и А. Каюрова».
В 1935 году Каюров работал столяром в артели «Металлист»; был вновь арестован 4 ноября 1935 года и 14 февраля 1936 года постановлением Особого совещания при НКВД СССР по статье 58-10 осужден к 3 годам ссылки в Казахстан. Умер в ссылке 11 сентября 1936 года.
Его сын Александр 8 ноября 1936 года был арестован в Семипалатинске, где отбывал ссылку, доставлен в Москву и 13 августа 1937 года приговорен к расстрелу ВКВС СССР по обвинению в участии в контр-революционной организации правых (ст. 58-10, 58-11 УК РСФСР). Расстрелян 13 августа 1937 года; захоронен на Донском кладбище.
В 1957 году в Секретариат ЦК КПСС обращалась вдова В. Н. Каюрова с просьбой о его реабилитации. Заявление, однако, к рассмотрению принято не было. 5 августа 1958 года был частично реабилитирирован ВКВС СССР — по последнему приговору. В 1962 году в КПК при ЦК КПСС с заявлением о посмертной партийной реабилитации Каюрова обратились 9 старых большевиков; но «Комиссия Шверника» не нашла оснований для реабилитации: он оставался фигурантом дела «Союза марксистов-ленинцев». Лишь после пересмотра этого дела и отмены вынесенных по нему приговоров Каюров был полностью реабилитирован — 21 сентября 1989 года.

## Киновоплощение
- 1967 — «Штрихи к портрету В. И. Ленина». В роли Василия Каюрова — Кирилл Лавров